# Morgennisserne
 Der er for få eller ingen kildehenvisninger i denne artikel, hvilket er et problem. Du kan hjælpe ved at angive troværdige kilder til de påstande, som fremføres i artiklen.

Morgennisserne var et radioprogram der blev sendt hver jul i perioden 1969-1996 på Danmarks Radio. Programmet samlede penge ind til Dansk Radio Hjælpefond der uddelte radioer og TV til folk, der ikke havde råd til et apparat.
Udsendelserne foregik blandt andet fra Radiohuset på Rosenørns Allé 22. Fra 1990 foregik programmerne fra forskellige lokaliteter rundt om i Danmark.
Lytterne sendte overfrankerede breve. Blandt de mange morgennisser var:
- Lars E. Christiansen
- Claus Walter
- Arne Myggen
- Peer Møller
- Gunnar Nu Hansen
- Jørn Hjorting
- Otto Leisner
- Michael Bundesen
- Hans Otto Bisgaard
- Ann-Britt Mathisen
- Georg Julin
- Birthe Kjær
- Carsten Wiedemann
- Ida Kongsted